# Kad misli mi vrludaju
Kad misli mi vrludaju prvijenac je zagrebačkog rock sastava Aerodrom, koji izlazi 1979.g. Album je sniman u kolovozu i rujnu 1979. u studiju "Akademik", Ljubljana, dok su završni radovi napravljeni u studiju "Bauer", Ludwigsburg, Njemačka. Objavljen je od diskografske kuće "Jugoton". Materijal na albumu sastoji se od osam skladbi, a njihov producent je Vedran Božić.

## Popis pjesama
1. "Kad misli mi vrludaju"
2. "Nestala dobrota"
3. "Vrati se, Ivane"
4. "Pusti neka traje"
5. "Šareni kolači"
6. "Kraj tebe u tami"
7. "Razgovor pred zoru"
8. "Bjegunci"

## Izvođači
- Jurica Pađen - električna gitara, vokal, tekst
- Remo Cartagine - bas-gitara
- Paolo Sfeci - bubnjevi
- Mladen Krajnik - klavijature, vokal
- Zlatan Živković - vokal, udaraljke

## Produkcija
- Vedran P. Božić - producent
- Amir "Baba" Bahtijarević - Izvršni producent
- Miro Bevc - Snimatelj
- Mirko Ilić - Dizajn
- Dražen Kalenić - Fotografija
- Robert Kocijan - fotografija prednje strane omota
- Glazba - J. Pađen (skladbe: A1, A3, B2, B3), M. Krajnik (skladbe: A2, A4, B1, B4)

## Vanjske poveznice
- Službeni Instagram profil sastava
- Službeni Facebook profil sastava
- Službeni Youtube kanal sastava